# Helgicirrha irregularis
Helgicirrha irregularis is een hydroïdpoliep uit de familie Eirenidae. De poliep komt uit het geslacht Helgicirrha. Helgicirrha irregularis werd in 1988 voor het eerst wetenschappelijk beschreven door Bouillon, Boero & Seghers. 